# Hypsibius shaanxiensis
Espèce
Hypsibius shaanxiensis est une espèce de tardigrades de la famille des Hypsibiidae.

## Distribution
Cette espèce est endémique du Shaanxi en Chine.

## Étymologie
Son nom d'espèce, composé de kunming et du suffixe latin -ensis, « qui vit dans, qui habite », lui a été donné en référence au lieu de sa découverte, le Shaanxi.

## Publication originale
- Li & Li, 2008 : Two new species of Hypsibiidae (Tardigrada: Eutardigrada) from China. Proceedings of the Biological Society of Washington, vol. 121, no 1, p. 41-48.